# Étienne Mattler
Étienne Mattler (Belfort, 1905. december 25. – Sochaux, 1986. március 23.) francia labdarúgóhátvéd.
A francia válogatott tagjaként részt vett az 1930-as, az 1934-es és az 1938-as világbajnokságon.